# Ipsea thailandica
Ipsea thailandica är en orkidéart som beskrevs av Gunnar Seidenfaden. Ipsea thailandica ingår i släktet Ipsea och familjen orkidéer.
Artens utbredningsområde är Thailand. Inga underarter finns listade i Catalogue of Life.